# Países Bajos en los Juegos Olímpicos de Múnich 1972
Los Países Bajos estuvieron representados en los Juegos Olímpicos de Múnich 1972 por un total de 119 deportistas que compitieron en 16 deportes.  
El portador de la bandera en la ceremonia de apertura fue el jugador de hockey sobre hierba Nico Spits.

## Medallistas
El equipo olímpico neerlandés obtuvo las siguientes medallas:
| Nombre                           | Deporte          | Competición             |
| -------------------------------- | ---------------- | ----------------------- |
| Oro                              |                  |                         |
| Hennie Kuiper                    | Ciclismo en ruta | Ruta ind. M             |
| Willem Ruska                     | Judo             | +93 kg M                |
| Willem Ruska                     | Judo             | Categoría abierta M     |
| Plata                            |                  |                         |
| Mieke Jaapies                    | Piragüismo       | K1 500 m F              |
| Bronce                           |                  |                         |
| Roelof Luynenburg Rudolf Stokvis | Remo             | Dos sin timonel (M2-) M |